# Krankengeschichtenverordnung
Die Krankengeschichtenverordnung (KgVO) war bis 2006 Berliner Landesrecht.
Die letzte Fassung der KgVO wurde am 24. Oktober 1984 erlassen und konkretisierte § 27 Abs. 5 des Landeskrankenhausgesetzes (LKG). Zum 16. September 2006 wurde sie zusammen mit weiteren krankenhausrechtlichen Verordnungen durch die Krankenhaus-Verordnung (KhsVO) abgelöst.
Die Krankengeschichte wurde als „alle medizinisch wesentlichen Aufzeichnungen, die während der stationären Behandlung eines Patienten im Krankenhaus gefertigt werden“ definiert. Neben wesentlichen Inhalten und formalen Ansprüchen an die Dokumente legte die Norm für Berliner Krankenhäuser insbesondere sehr lange Aufbewahrungsfristen für die Behandlungsakten fest (im Regelfall dreißig Jahre).
Die bundeseinheitlichen ärztlichen Berufsordnungen schreiben nur zehn Jahre vor. Eine dreißigjährige Aufbewahrung wird sonst nur für Patientenakten aus der Strahlentherapie gefordert (RöV § 28 Abs. 4, StrlSchV § 43 Abs. 3).